# Martin Zlatohlávek
Martin Zlatohlávek (* 25. dubna 1954 Velim) je český historik umění a vysokoškolský pedagog.

## Životopis
Vysokoškolská studia zahájil po maturitě na gymnáziu r. 1974 na Evangelické teologické fakultě UK v Praze, odkud ale byl zanedlouho z politických důvodů vyloučen (účast na petiční aktivitě za podporu duchovních bez státního souhlasu). V letech 1988 – 1992 studoval dějiny umění na Filosofické fakultě University Karlovy v Praze (prof. J. Homolka, J. Kropáček, M. Horyna, P. Wittlich, J. Royt, L. Konečný) a teologii na fakultě Teologie Amsterodamské university (1990-1995).
Mezi lety 1979–1998, pracoval v pražské Národní Galerii postupně jako správce depozitáře kreseb v Grafické sbírce NG, kurátor starých italských kreseb, ředitel Grafické sbírky NG a nakonec jako generální ředitel Národní galerie v Praze (1994–1998).
V letech 1995-2006 Martin Zlatohlávek působil jako odborný pracovník Katedry církevních dějin na Evangelické teologické fakultě UK v Praze. Od roku 2006 působí v Ústavu dějin křesťanského umění na Katolické teologické fakultě UK a v Ústavu pro dějiny umění na Filosofické fakultě UK (habilitace 2009
Byl odborným poradcem Galerie Jiří Švestka v Praze (1999-2001), Vernon Fine Art (2001-2003) a majitelem soukromé Galerie Zlatohlávek (2004-2006). Těžištěm v odborné působnosti je znalectví především renesanční malby.

## Výstavní a kurátorská činnost
- 1995 – Nevěsta v uzavřené zahradě, motivy ikonografie biblické knihy Píseň písní, výstava NG v Praze.
- 1995 – Kresby z Cremony 1500–1580. Umění renesance a manýrismu v lombardském městě, výstava NG v Praze.
- 1996 – Italské renesanční umění z českých sbírek, kresby a grafika, výstava NG v Praze.
- 1997 – I Segni dell’arte. Il Cinquecento da Praga a Cremona, Museo Civico „Ala Ponzone“ a Cremona.

## Publikační činnost

### Vědecké monografie – katalogy
- ZLATOHLÁVEK, Martin a BORA, Giulio. Kresby z Cremony 1500 – 1580. Umění renesance a manýrismu v lombardském městě. Katalog k výstavě Národní galerie v Praze, Praha: Národní galerie, 1995, i anglická verze.
- ZLATOHLÁVEK, Martin a RÄTSCH, Christian a MÜLLER/EBELING, Claudia. Das Jüngste Gericht, Fresken, Bilder und Gemälde. Düsseldorf, Zürich, 2001, – také ve francouzské a polské verzi.
- ZLATOHLÁVEK, Martin. Anton Kern 1709-1747: Národní galerie v Praze, Katalog k výstavě.

### Diplomové, disertační a rigorózní práce
- Disertační práce: FF UK v Praze: ZLATOHLÁVEK, Martin. Prolegomena ke studiu kresby v Cremoně – 1494–1525.
- Diplomové práce: FF UK v Praze: ZLATOHLÁVEK, Martin. Kresby Taddea a Federica Zuccariů v Národní galerii v Praze.
- ZLATOHLÁVEK, Martin. The Bride in the Enclosed garden (Teologická fakulta Amsterdamské university).